# Andi-Lucian Cristea
Andi-Lucian Cristea (ur. 5 stycznia 1982 w Buzău) – rumuński polityk i urzędnik państwowy, deputowany do Parlamentu Europejskiego VIII i X kadencji, parlamentarzysta krajowy.

## Życiorys
W 2004 ukończył nauki polityczne w SNSPA w Bukareszcie, kształcił się również podyplomowo na Uniwersytecie Bukareszteńskim. W 2004 wstąpił do Partii Socjaldemokratycznej. Pracował w biurze prasowym tego ugrupowania, a także w administracji obu izb rumuńskiego parlamentu i w Parlamencie Europejskim. W 2012 przez kilka miesięcy był dyrektorem biura ministra sprawiedliwości, a następnie został dyrektorem generalnym Ministerstwa Spraw Zagranicznych. W latach 2010–2013 był sekretarzem młodzieżówki socjaldemokratycznej (TSD) do spraw europejskich. W 2014 z ramienia lewicowej koalicji skupionej wokół PSD uzyskał mandat eurodeputowanego, który sprawował do 2019. W 2020 został wybrany na posła do Izby Deputowanych. W grudniu 2024 objął wakujący mandat posła do PE X kadencji.